# 李爾育
李爾育（？—？），字遂臣，河南彰德府武安縣人，明末清初政治人物。

## 生平
天啓元年（1621年）辛酉科河南鄉試第七十一名舉人，崇禎十年（1637年），登丁丑科會試第一百三十四名，廷試二甲第三十六名进士。户部观政，十一年六月授户部四川司主事，十二年管芜湖钞关，丁憂，十四年京察，十七年起兵部职方司主事。弘光時官至兵部郎中。
明亡仕清，順治三年（1646年）二月授江南布政使司右参议、屯田水利道，四年七月坐擅用汉篆关防被革职。

## 家族
曾祖李萼，祖父李贡，儒官，赠真定府同知；父李腾蛟，举人、刑部员外，祀乡贤。